# بولتون‌ویل (ویسکانسین)
بولتون‌ویل (به انگلیسی: Boltonville) یک منطقهٔ مسکونی در ایالات متحده آمریکا است که در Farmington واقع شده‌است. بولتون‌ویل ۲۶۶٫۰۹ متر بالاتر از سطح دریا واقع شده‌است.